# کورت دوسین

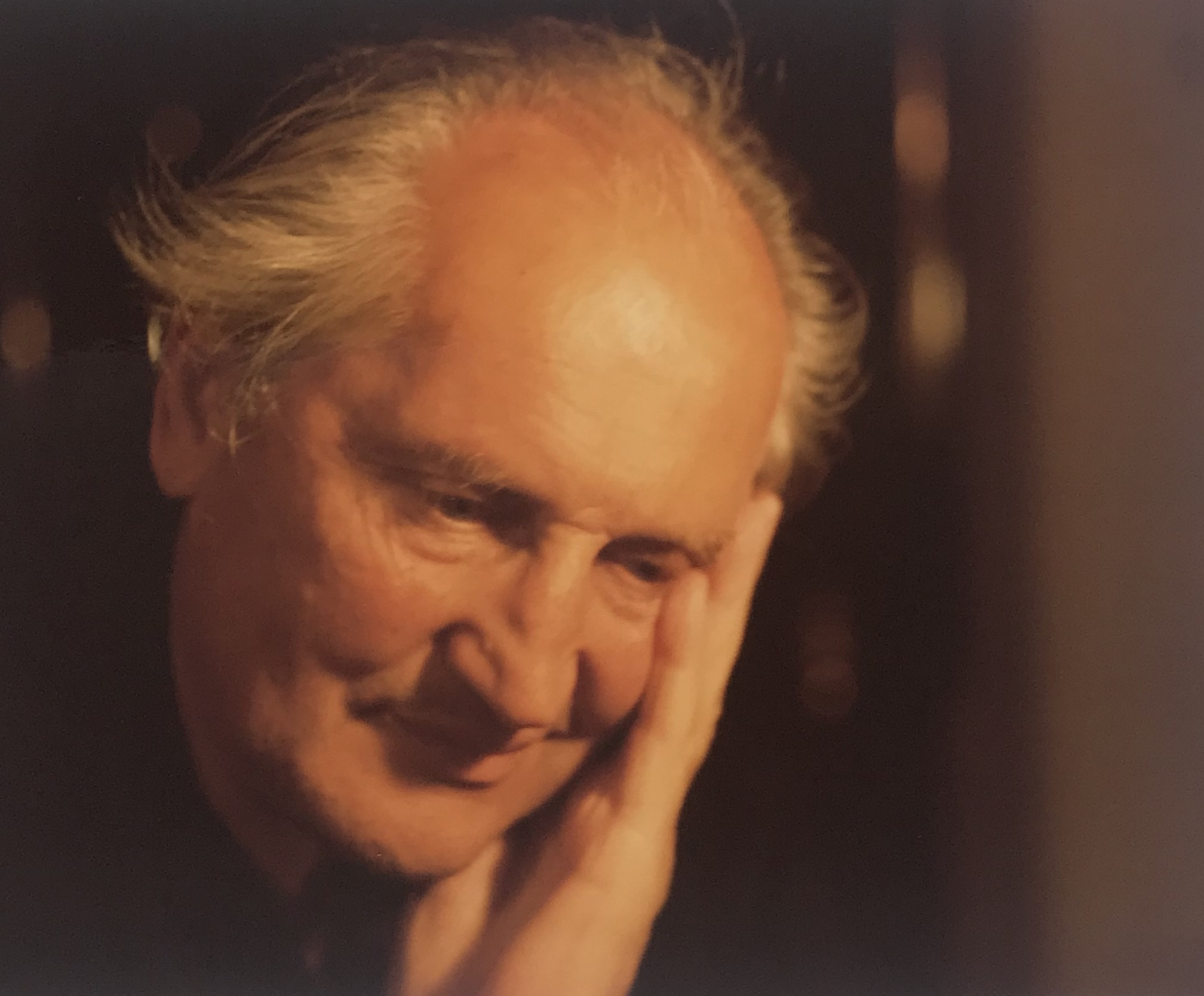
کورت دوسین بازیکن هندبال اهل آلمان - ۱۹۷۹

کورت دوسین (انگلیسی: Kurt Dossin; ۲۸ مارس ۱۹۱۳ – ۲۶ آوریل ۲۰۰۴) بازیکن هندبال اهل آلمان بود.